# 세종대학교
세종대학교(世宗大學校, 영어: Sejong University)는 대한민국 서울특별시 광진구 군자동에 위치한 사립 종합대학이다. 세종대나 SJU의 약칭으로 불리기도 한다. 9개의 단과 대학, 1개의 교양 대학, 1개의 일반대학원, 1개의 전문대학원, 5개의 특수대학원과 57개의 연구소, 8개의 BK21사업팀으로 구성되어 있다. 학교법인 대양학원에 의해 운영된다. 현재 총장은 엄종화이다.
1940년 주영하가 경성인문중등학원을 설립하였다. 1947년 재단법인 서울여자학원을 설립하여 서울여자전문학관으로 인가되었다. 1948년 서울가정보육사범학교로 개편하였다. 1954년 대한민국 문교부의 여성 교육을 담당할 여학교 교사 양성을 추진하는 일환으로 수도여자사범대학으로 개편하였다. 1961년 4년제 대학으로 개편하였다. 1978년 남녀공학으로 전환하며 세종대학으로 교명을 변경하였다. 교명은 조선 왕조의 왕 세종대왕에서 유래되었다. 1987년 종합대학교로 승격되어 오늘날의 세종대학교로 교명을 변경하였다.
건학 이념인 애지정신, 기독교정신, 훈민정신은 이를 바탕으로 창조적 지성인을 양성하는 것을 뜻한다. 상징 꽃은 에델바이스이며 상징 색은 세종 크림슨 레드(Sejong Crimson Red)이다. 세종대학교의 교표에는 세종대왕이 창제한 앙부일구의 영침과 월계수가 단순화되어 그려져 있다. 앙부일구는 세종대왕의 이타적인 사랑인 아가페와 훈민정신을 의미하며 월계수는 승리를 의미한다. 이는 이타적인 사랑으로 학훈인 덕성, 창의, 봉사를 실천하는 인재를 양성하는 것을 종합하여 뜻한다.
전체 재학생 중 이공계열 재학생 비율이 약 70%, 전체 교수 중 이공계열 교수 비율이 65%에 달하는 이공계 중심대학이며, 소프트웨어 및 AI 분야에 중점을 두고 있다. 애니메이션 · 만화 · 리듬체조 · 무용 · 영화예술 등 예술계통의 전체적인 분야와 호텔관광 분야에서 매우 우수한 입지를 굳혀 오고 있다. 특히 학문 분야 중 애니메이션 전공에서 국제대회 실적 한국 1위를 꾸준히 지키고 있다.

## 연혁

### 1940~1948: 설립 초기
1940년 5월 20일 경성인문중등학원(京城人文中等學院, Kyungsung Humanites Institute)이 서울특별시 중구 광희동에 설립되었다. 이후 1946년 5월 주영하, 최옥자 박사가 성동병원에서 대학 설립이사회를 개최하고 1947년 5월 3일 교육으로부터 소외 받은 여성들에게 참된 교육의 기회를 제공하고자 재단법인 서울여자학원을 설립하였다. 5월 15일 서울여자전문학관(서울女子專門學館, Seoul Women Teachers' Institute)이 미군정으로부터 정식으로 인가되었다. 5월 20일 개관(開館)을 예정해 두고 신입생을 모집하였다. 개관 목적은 '새조선이 요구하는 지도적 여성 양성'이었으며, 부설된 학과로는 문과, 가사과, 문화과, 상경과, 양재수예과가 있었다. 6월 2일 서울여자전문학관은 임시교사인 서울특별시 종로구 인사동 소재 승동교회 예배당에서 신입생 120명과 다수의 내빈 참석하에 개관식을 거행하였으며, 설립자겸 교장은 주영하 박사였다.

### 1948~1954: 서울가정보육사범학교
1948년 8월 26일 서울여자전문학관은 중등교원 양성을 위한 서울가정보육사범학교(서울家政保育師範學校, Seoul Women Teachers' Training School)로 학교명을 변경하였다. 서울여자가정보육사범학교는 가정학과와 국어국문학과, 보육학과를 2년제 과정으로, 전수과를 1년제 과정으로 개설하였다. 9월 주영하 박사가 초대 학장에 주영하 박사가 취임하였다. 10월 현재 세종호텔이 위치한 서울특별시 중구 충무로2가 제헌국회의원회관을 신교사로 개축 완료하고 대학을 이전하였다. 1950년 6월 25일 한국 전쟁의 발생에 따라 학교를 휴교하였고, 전쟁 중 충무로에 위치한 신교사가 폭격으로 손실되었고, 1951년 1월 4일 재단법인 서울여자학원은 경상남도 마산시 두월동에 마산성동병원을 개설하고, 대학 재건사무소를 설치하여 대학 재건에 착수하였다. 한국 전쟁 휴전 이후 1953년 6월부터 충무로 교사가 재건되기 시작하였다.

### 1954~1978: 수도여자사범대학
1954년 4월 서울가정보육사범학교의 폐지와 동시에 수도여자사범대학(首都女子師範大學, Soodo Women's Teachers College)의 설립 인가를 획득하였다. 수도여자사범대학은 가사과, 보육과, 국문과, 음악과, 체육과의 다섯 개의 학과를 설치하였다. 이는 대한민국 문교부가 교육법에 따라 여성 교육을 담당할 여학교 교사 양성을 추진하는 일환의 결과다. 이로 인해 수도여자사범대학은 대한민국 최초의 2년제 사범대학으로 개편되었다. 전란으로 인한 충무로 신교사 소실로 인해 수도여자사범대학의 신입생 모집을 서울특별시 중구 소공동에 소재한 서울대학교 치과대학에서 실시하였다. 1955년 2월 14일 충무로에 신교사를 재건하고 국문과와 영문과, 가정과로 구성된 야간부를 개설하였다. 또한 영어영문학과와 체육과 증설에 대한 인가를 허가받았다. 4월 충무로에 제2교사가 준공되었다. 1955년 9월 창립자 주영하 박사는 현 군자동 교지를 구황실로부터 매입하여 재단법인 서울여자학원에 교지로 기증하였다. 1956년 2월 수도여자사범대학은 미술과를 설치하였다. 특히 미술과는 여타 대학 교육 기관과 달리 생활미술에 중점을 두었다. 이로 인해 수도여자사범대학 미술과는 대한민국 최초의 생활미술 교육 기관으로 설치되었다. 1959년 2월 1일 수도여자사범대학은 부속중학교와 부속고등학교(현 서울세종고등학교)를 설립하여 신입생을 모집하였다.
1961년 11월 18일 대한민국 문교부의 전국 사립대학에 대한 정비의 최종단안 발표에 따라 4년제 대학으로 승격 개편 인가를 받았다. 11월 22일 대한민국 문교부의 사립대학 학과별 학생정원 조정 정책에 따라 수도여자사범대학은 주간 가정과, 음악과, 미술과, 체육과를 유지하고 야간 가정과, 국문과, 영문과를 폐지하였다. 1962년 11월 9일 수도여자사범대학은 성심여자대학교 재단, 홍익대학교 재단과 함께 사립 초등학교 설립을 인가받았다. 12월 18일 충무로 캠퍼스에서 현 군자캠퍼스로 대학의 모든 기구와 기관이 이전하였다. 1963년 3월 9일 세종관과 대학교회가 준공하였고 수도여자사범대학 부속 국민학교(현 세종대학교 부설 세종초등학교)를 설립하였다. 11월 1일 도산관이 준공되었다. 12월 24일 생활미술과와 식품화과를 신설하였다. 1965년 2월 4년제 대학교로 승격 개편된 후, 졸업생 27명을 대상으로 한 첫 학위수여식이 실시되었다. 1966년 2월 25일 대학원 석사과정이 설립 인가를 받았으며 초대 대학원장에 최옥자 박사가 취임하였다. 12월 7일 무용과를 증설하였다. 1968년 2월 호텔경영과와 관광개발과를 신설하였다. 이로 인해 수도여자사범대학 호텔경영과는 대한민국 최초의 호텔경영과로 설치되었다. 5월 28일 호텔경영과와 관광개발과의 부속연구기관인 세종호텔 신관이 준공되었다. 10월 10일 대한민국 문교부는 호텔경영과와 관광개발과의 졸업생에게는 중등교사 교원자격증을 수여하지 않겠다라고 밝혔다. 이는 사범대학으로는 이례적인 사례다. 12월 16일 호텔경영과를 증설하였다. 1969년 9월 율곡관과 세종화랑이 준공되었다.
1970년 종합미술관이 준공되었다. 12월 23일 가정과를 40명, 사회교육과, 식품화학과, 성악과, 기악과, 무용과를 각 10명, 교육과와 체육교육과를 각 5명씩 증설하였다. 1972년 재단 명칭을 학교법인 대양학원으로 변경하였다. 12월 9일 과학교육과를 신설하였다. 1973년 5월 28일 수도박물관(현 세종박물관)을 준공 및 개관하였다. 이를 통해 수도여자사범대학 수도박물관은 대한민국 최초의 생활 민속 박물관으로 설치되었다.

### 1978~1987: 세종대학
1978년 10월 7일 수도여자사범대학은 여자대학에서 남녀공학 대학으로 개편하여 학교명을 세종대학(世宗大學, Sejong College)으로 변경하였다. 세종대학은 주영하 박사의 창학이념 중 하나인 세종대왕의 훈민정신을 계승하자는 의미다. 주영하 박사가 평생 세종대왕을 흠모했으며, 국어순화추진회 회장을 맡아 한글선앙운동을 펼치는 등 한글과 국어를 위해서 헌신했다는 것을 감안하면, 주 박사의 세종대왕에 대한 존경심이 교명 선정에 반영됐음을 알 수 있다. 세종대학은 야간 대학을 신설하며 경영과, 무역과, 회계과, 영문과를 설치하였다. 1979년 3월 세종대학은 첫 입학식을 거행하였다. 1980년 8월 21일 주영하 박사가 재단 이사장으로 취임하였다. 1981년 5월 20일 대양홀을 준공하였고 국어국문학과와 영어영문학과, 경제학과의 대학원 박사 과정을 신설하였다. 1982년 5월 20일 군자관을 증축하였다. 8월 20일 후기 학위수여식에서 가정학과 이순재 이학박사에게 첫 박사 학위를 수여하였다.

### 1987~2015: 세종대학교
1987년 10월 종합대학교로 승격되어 학교명을 세종대학교(世宗大學校, Sejong University)로 변경했다. 1997년 미국 항공기 제작사인 록히드 마틴과 기술협력사업 양해각서를 체결하였다.1998년 세종대학교 야간대학 학부생 전원을 주간대학으로 전환하였고, 1999년 세종대학교 도서관이 대한민국 최초로 세계무역기구(WTO) 전문도서관으로 지정되었다.
세종대학교는 종합대학교 승격 이후 학부 과정과 대학원 과정의 대폭적으로 신설, 증원시켰다. 학부 과정은 1987년 행정학과, 수학과, 물리학과, 전산과학과, 정보처리학과, 응용통계학과, 1995년 영상만화과, 1996년 전자공학, 건축공학, 토목공학, 컴퓨터공학과, 1997년 신문방송학과, 기계항공우주공학부, 영화예술학과, 1998년 생명공학과, 1999년 신소재공학과, 2009년 에너지자원공학과, 2012년 바이오자원공학전공, 정보보호학과, 자유전공학부, 국방시스템공학과, 2013년 항공시스템공학과, 원자력공학과, 2014년 호텔외식관광프랜차이즈경영학과를 신설했다.
세종대학교는 종합대학교 승격 이후 단순히 학부 과정과 대학원 과정의 신설과 증원만 한 것이 아니다. 승격 이후 26개국의 133개 대학 및 기관과 국제학술교류협정을 체결했고, 16개국 88개 대학 및 기관과 자매결연을 체결하여 다양한 학술교류 프로그램을 진행하는 등 국제교류를 확대하고 있다. 1997년 미국 항공기 제작사 록히드마틴과 기술협력사업 양해각서 체결과 대한민국 최초로 세계무역기구 전문도서관 지정은 물론, 2003년 2월 25일 세종대학교 호텔관광대학과 미국 코넬대학교 간에 상호교류협정을 체결, 2012년 2월 9일 일본의 요코하마 국립대학과 MOU 및 MO 체결이 국제교류 확대의 대표적인 예이다.

### 2015~현재: 개교 84주년
2015년 세종대학교는 개교 75주년을 맞았다. 5월 8일 신규 엠블럼과 75주년 기념 엠블럼을 정식으로 선포하였다. 세종대학교의 신규 엠블럼에는 기존 교표의 형태 및 색과 요소 등의 특징을 유지하여 표현하였다. 다만 기존 교표와 달리 월계수에 상징 색인 세종 크림슨 레드를 사용하지 않고 메탈릭 골드를 사용했으며, 영문 로고 글씨체를 'Times New Roman Bold'체로 변경하였다. 또한 75주년 기념 엠블럼에는 가장자리의 색상을 기존 교표에서 사용하지 않은 새로운 색상인 세종 베이지를 사용해 표현하였다.
2017년 3월 미래창조과학부 소프트웨어 중심대학 사업의 일환으로서 컴퓨터공학과, 소프트웨어학과, 정보보호학과, 데이터사이언스학과, 지능기전공학부, 창의소프트학부(디자인이노베이션전공, 만화애니메이션텍전공)를 포함하는 소프트웨어융합대학을 신설하였다. 또한 자유전공학부를 폐지하고 법학부를 신설하였다.8월 중핵필수와 중핵필수선택, 자유선택교양 등을 주관하던 교양학부를 독립 대학으로 승격시켰으며 대양휴머니티칼리지로 명칭을 변경하였다.
2018년 신문방송학과가 미디어커뮤니케이션학과로 변경됐다.
2020년 사회과학대학 경제통상학과가 경영경제대학 경제학과로 변경됐다. 사회과학대학 경제통상학과와 경영대학 경영학부(경영학전공)를 통합하여 경영경제대학(경제학과, 경영학부)으로 변경했다. 에너지자원공학과를 지구자원시스템공학과로 변경하고, 원자력공학과를 양자원자력공학과로 변경했다.
2021년 학생생활상담소가 학생지원처 산하로 이동했다. 스마트생명산업융합학과, 인공지능학과가 신설됐다. 대학평가기획단과 미래전략추진단을 폐지하고 기획처 산하에 미래전략과를 신설했다. 취업지원처 취업지원센터를 진로취업지원센터로 변경했다.
2022년 대외협력처 국제교류센터가 외국인입학과로 변경되고, 원스탑서비스센터를 신설됐다. 수학통계학부 수학전공과 응용통계학전공이 수학통계학과로 통합됐다. 건축공학부 건축공학전공과 건축학전공이 건축공학과, 건축학과로 변경됐다.
2023년 반도체시스템공학과를 신설했다. 지능기전공학부 무인이동체공학전공과 스마트기기공학전공을 지능기전공학과로 변경했다. 기계항공우주공학부 기계공학전공과 항공우주공학전공을 기계공학과와 우주항공시스템공학부 우주항공공학전공, 항공시스템공학전공으로 변경했다.
2024년 첨단학과인 AI로봇학과, 인공지능데이터사이언스학과, 우주항공드론공학부 지능형드론융합전공을 신설했다. 우주항공시스템공학부가 우주항공드론공학부로 변경됐다. 

## 이념
건학정신
나는 이 집에 온 젊은이들에게
이 나라를 키우신 위대한 선인들의 거룩하신 뜻
자기의 이익보다 나라의 이익을 먼저하였고
자기의 명예보다 겨레의 명예를 먼저 높인
그 뜻과 공적을 가리키고 아울러
인류 문화를 높인 세계 만방의 지혜와 영혼을 높여
그들이 찬란한 새 문화를 창조할 역군이 되도록 하며
또한 덕성을 이 집에 옮겨와
이 젊은이들의 이 배움집의 무궁한 발전을 위하여
내 몸을 바치기를 하나님께 맹세합니다.— 창립자 주영하 박사

세종대학교는 학술연구·인재양성·사회봉사의 교육목적 아래 애지정신, 기독교정신, 훈민정신을 교육이념을 중시하고 있다. 위의 교육이념, 목적에 따라 세종대학교는 창조적 지성인의 양성·실천적 전문인, 전인적 교양인, 헌신적 사회인의 양성을 교육목표로 삼고 있다.

## 상징
세종대학교 교표는 세종대왕이 창제한 해시계의 영침과 승리를 상징하는 월계수를 단순화한 것으로 자기를 헌신하는 이타적인 사랑, 창의, 봉사 정신을 바탕으로 세상에서 으뜸가는 인재를 키워낸다는 교육의지를 담고있다.

## 위상

### 정부 평가
2014년: 세종대학교는 재학생들의 '일을 통한 행복 찾기'에 기여한 공로로 국무총리 표창을 수상하였다.
2015년: 교육부 주관 대학구조개혁평가 최우수 A등급 선정. 세종대학교는 대학구조개혁평가에서 최우수 A등급을 받았음으로 B등급 이하의 대학과는 달리 강제적으로 정원감축을 당하거나 정부의 재정지원 수혜에 제한을 받지 않는다.
2018년: 교육부, 한국교육개발원 주관 대학기본역량진단 결과 자율개선대학 선정
2019년: 교육부, 한국교육개발원 주관 대학⋅전문대학 혁신지원사업 자율협약형 대학 선정
2021년: 교육부, 한국교육개발원 주관 대학기본역량진단 결과 일반재정지원대학 선정
2024년: 교육부 주관 대학혁신지원사업 성과평가 교육혁신 성과 부문 최우수 S등급 선정

### 대외 평가

#### 세계대학평가 종합 순위
| 평가기관 | 분류   | 순위                   |
| -------- | ------ | ---------------------- |
| QS       | 세계   | 392위(국내 11위)       |
| QS       | 아시아 | 76위(국내 12위)        |
| THE      | 세계   | 201-250위(국내 7-8위)  |
| THE      | 아시아 | 39위(국내 9위)         |
| ARWU     | 세계   | 401-500위(국내 9-12위) |
| USN & WR | 세계   | 238위(국내 3위)        |

QS 세계 대학 랭킹(QS)에서 2026년 세계 392위(국내 11위)에 올랐다. QS 아시아 대학 랭킹에서 2024년 아시아 76위(국내 12위)에 올랐다. QS 학과별 랭킹에서 호텔관광대학이 2024년 4년 연속 국내 1위, 세계 43위에 올랐다.
타임스 고등교육 세계 대학 랭킹(THE)에서 2025년 세계 201-250위(국내 7-8위)에 올랐다. 논문의 질적 우수성을 반영하는 논문 피인용 항목이 포함된 연구품질 부문에서 94.3점을 받아 국내 대학 중 유일하게 90점대 점수를 받았다. 순위에서도 작년에 비해 세 계단 상승한 세계 55위, 국내 순위는 작년에 이어 2년 연속 1위를 기록했다. 또한 THE 아시아 대학 랭킹에서 2023년 아시아 39위(국내 9위)에 올랐다.
세계 대학 학술 랭킹(ARWU)에서 2023년 세계 401-500위(국내 9-12위)에 올랐다.
U.S. 뉴스 & 월드 리포트(USN & WR)에서 2025년 세계 238위(국내 3위)에 올랐다.
논문의 질을 평가하는 CWTS 레이던 랭킹(CWTS)에서 2년 연속 국내 1위에 올랐다. 레이던 랭킹은 네덜란드 레이던 대학교(Leiden University)가 ‘전체 논문 중 피인용수 우수 논문의 비율'을 기준으로 발표하는 세계 대학 랭킹이다. 다른 세계 대학 랭킹이 평판도, 대학의 규모, 논문의 양 등을 고려하는 것과 달리, 레이던 랭킹은 논문의 피인용수로 순위를 산정하기에 대학의 연구능력을 객관적으로 평가할 수 있다.

#### 세계대학평가 학과별 순위
| 단과대학·학과        | 평가기관 | 분야별 순위                              |
| -------------------- | -------- | ---------------------------------------- |
| 호텔관광외식경영학부 | ARWU     | 호텔·관광경영학 세계 6위(국내 1위)       |
| 호텔관광외식경영학부 | QS       | 호텔·레저경영학 세계 26위(국내 1위)      |
| 인문과학대학         | CWTS     | 사회과학·인문학 세계 17위(국내 1위)      |
| 사회과학대학         | CWTS     | 사회과학·인문학 세계 17위(국내 1위)      |
| 사회과학대학         | USN & WR | 사회과학·공중보건학 세계 154위(국내 1위) |
| 사회과학대학         | THE      | 사회과학 세계 176-200위(국내 2위)        |
| 경영경제대학         | THE      | 경영·경제학 세계 126-150위(국내 3-4위)   |

| 단과대학·학과              | 평가기관 | 분야별 순위                                       |
| -------------------------- | -------- | ------------------------------------------------- |
| 건설환경공학과             | USN & WR | 수자원공학 세계 27위(국내 1위)                    |
| 건설환경공학과             | USN & WR | 토목공학 세계 80위(국내 2위)                      |
| 건설환경공학과             | ARWU     | 수자원공학 세계 51-75위(국내 1위)                 |
| 건설환경공학과             | ARWU     | 토목공학 세계 51-75위(국내 3-4위)                 |
| 건설환경공학과             | QS       | 토목·구조공학 세계 101-150위(국내 6-7위)          |
| 수학통계학과               | USN & WR | 수학 세계 51위(국내 1위)                          |
| 수학통계학과               | CWTS     | 수학·컴퓨터과학 세계 198위(국내 2위)              |
| AI융합전자공학과           | ARWU     | 정보통신공학 세계 51-75위(국내 2위)               |
| AI융합전자공학과           | USN & WR | 전기·전자공학 세계 61위(국내 1위)                 |
| AI로봇학과                 | ARWU     | 계측과학·공학 세계 51-75위(국내 5-6위)            |
| 환경융합공학과             | USN & WR | 환경공학 세계 81위(국내 1위)                      |
| 환경융합공학과             | USN & WR | 친환경·지속 가능한 과학·기술 세계 108위(국내 1위) |
| 환경융합공학과             | USN & WR | 환경·생태학 세계 164위(국내 2위)                  |
| 환경융합공학과             | QS       | 지구물리학 세계 151-200위(국내 3위)               |
| 컴퓨터공학과               | USN & WR | 컴퓨터과학 세계 95위(국내 3위)                    |
| 컴퓨터공학과               | ARWU     | 컴퓨터과학·공학 세계 101-150위(국내 3-5위)        |
| 컴퓨터공학과               | THE      | 컴퓨터과학 세계 126-150위(국내 4-6위)             |
| 컴퓨터공학과               | QS       | 컴퓨터과학·정보시스템학 세계 190위(국내 8위)      |
| 컴퓨터공학과               | CWTS     | 수학·컴퓨터과학 세계 198위(국내 2위)              |
| 인공지능데이터사이언스학과 | USN & WR | 인공지능학 세계 98위(국내 4위)                    |
| 나노신소재공학과           | ARWU     | 금속공학 세계 101-150위(국내 5-7위)               |
| 지구자원시스템공학과       | ARWU     | 에너지과학·공학 세계 101-150위(국내 9위)          |
| 지구자원시스템공학과       | USN & WR | 에너지공학 세계 157위(국내 7위)                   |
| 공과대학                   | USN & WR | 공학 세계 106위(국내 3위)                         |
| 공과대학                   | THE      | 공학 세계 151-175위(국내 9위)                     |
| 기계공학과                 | ARWU     | 기계공학 세계 151-200위(국내 4-5위)               |

| 단과대학·학과 | 평가기관 | 분야별 순위                          |
| ------------- | -------- | ------------------------------------ |
| 영화예술학과  | QS       | 공연예술학 세계 51-100위(국내 1-4위) |

### 국책사업 활동
2014년: 미래창조과학부는 세종대학교의 신입생을 대상으로 한 예비대학을 소프트웨어 교육과정 모범사례로 선정하였다. 미래창조과학부는 정보통신기술 인력양성 지원사업 전국대학 순회 설명회에서 세종대학교의 예비대학을 모범사례로 소개하며 소프트웨어 교육과정 확산 및 보급을 독려하는 홍보자료로 사용하였다. 미래창조과학부의 윤종록 차관은 세종대학교 예비대학을 "다른 학문 전공자도 소프트웨어에 대한 기본적인 소양을 갖추고 자신의 생각과 가치를 소프트웨어로 구현할 수 있어야 한다고 강조하면서 세종대학교 예비대학과정이 이러한 사회적 흐름을 잘 반영하고 있다."며 긍정적으로 평가하였다.
2015년: 세종대학교는 미래창조과학부의 소프트웨어 중심대학으로 선정되었다. 사업 일환으로 2016년 세종이노베이션센터를 착공하였다. 2017년 소프트웨어융합대학을 신설하였다. 또한 2018년 신입생 입학 요강부터 전공 입학인원의 20%를 소프트웨어 특기자로 선발하였다.
2016년: 세종대학교 국제학부의 아시아태평양 미래개척 창의인재 양성단이 교육부의 대학 특성화 사업에 선정되었다. 사업 일환으로 세종대학교 국제학부 재학생은 '나침반 교육모델'에 따라 4차 산업에 대응하기 위한 인재 양성을 위한 교육을 제공받는다. 따라서 재학생은 아태문화, 미래융합, 통상개척 등의 세 가지 트랙을 수강할 수 있으며 교과 및 비교과 해외 프로그램과 산학연계 전공심화 교과와 멘토링제 등을 제공받는다.
세종대학교 모바일 가상현실 연구센터가 대한민국 미래창조과학부의 대학 ICT 연구센터 육성 지원사업에 선정되었다. 사업 일환으로 세종대학교는 성균관대학교, 홍익대학교 등과 함께 가상 현실 콘텐츠와 기술 연구 및 개발을 주관하였다. 세종대학교 컴퓨터공학과 연구팀은 대한민국 방위사업청의 국방특화 연구실 사업에 선정되었다. 사업 일환으로 세종대학교는 연세대학교 정보대학원, 고려대학교 정보보호대학원 등과 함께 국내 최초로 ‘사이버전 특화 연구사업'을 주관하였다.
2018년: 세종대학교가 행정안전부가 추진하는 지진분야 전문 인력 양성 대학에 선정되었다. 세종대는 지진 분야 관련 향후 2년간 장학금, 연구비, 교육 운영비 등 매년 2억 원의 국비를 지원받는다. 지진 분야 사업계획 수립 및 학사운영, 사업비 집행, 사업보고서 제출 등 실제적으로 사업을 진행한다. 지진분야 석·박사급 전문인력 양성을 목표로 기반연구 수행과, 교과목 및 교육프로그램을 개발하고 운영한다.
2019년: 세종대학교가 교육부와 연구재단이 발표한 사회맞춤형 산학협력 선도대학(LINC+, Leaders in INdustry-university Cooperation+) 육성사업의 2단계 신규 진입 대학으로 선정됐다. LINC+ 사업은 대학이 각자의 여건과 특성에 따라 다양한 산학협력 모델을 발굴·추진하도록 지원하고, 대학과 지역사회 간 상생발전을 유도하는 교육부의 핵심사업이다. 2단계 신규 진입 대학 선정 향후 3년간 연 평균 약 10억 원을 지원받는다. 세종대는 4개 학과(호텔관광경영학과, 외식경영학과, 만화애니메이션텍, 컴퓨터공학과)가 협력해 3개의 융·복합 교육 트랙(호스피탈리티기술경영, 스마트 외식경영, 글로벌 CGI 애니메이션 트랙)을 개설·운영한다. 
2021년: 세종대학교는 과학기술정보통신부의 정보보호 특성화대학에 선정됐다. 과기정통부는 디지털 뉴딜의 일환으로 2025년까지 ‘정보보호 전문인력 3만명 양성’을 추진하고 있으며, 이를 위해 현재 3개교인 정보보호 특성화대학을 2025년까지 8개교로 확대할 방침이다. 정보보호 특성화대학교는 최대 6년간 총 32억4,000억원을 지원받으며, 정보보호 주요직무별 특화된 교육과정을 통해 현장 맞춤형 정보보호 실무인력을 양성하는 역할을 수행한다. 세종대 정보보호학과는 이번 사업에서 보안소프트웨어개발의 직무를 맡았으며, 스틸리언, 한국전자기술연구소 등 6개 기관이 공동 참여한다.
세종대학교는 과학기술정보통신부의 2021년도 대학ICT연구센터(ITRC) 신규 지원과제에 선정됐다. 대학ICT연구센터는 유망 정보통신기술 분야 연구센터를 지원해 ICT 분야 석·박사급 고급 연구인재를 양성하는 사업이다. 과학기술정보통신부는 차세대통신, 사물인터넷 등 ICT 산업현장의 인력 수요가 높은 유망 기술 분야와 디지털콘텐츠, 블록체인 등 국내 기술 수준 향상이 시급한 분야를 중심으로 8개 과제를 선정했다. 세종대는 8개 과제 중 사물인터넷 분야에 선정됐다. 우수한 연구역량을 갖춘 고급 인재 육성을 목표로 최대 8년간 매년 약 8억 원의 연구비를 지원받고 메타버스 자율트윈 분야 핵심기술을 연구할 예정이다.
2022년: 세종대학교는 과학기술정보통신부의 ‘미래우주교육센터’와 방위산업청의 ‘방위산업 계약학과 지원사업’ 주관대학으로 동시에 선정됐다. 세종대에 설립될 과기정통부의 ‘미래우주교육센터’는 석·박사 과정 학생들에게 미래우주기술을 집중 교육함으로써 국내 우주 인재를 양성하고 관련 산업 경쟁력을 강화하는 것을 목적으로 한다. 특히 우주항법과 위성기술 연구를 통해 미래 우주분야에서 중요한 항법 인프라 구축에 기여하고, 융합기술을 선도하며 우주산업 생태계 활성화에 중요한 계기가 될 것으로 기대된다. 또한 방사청의 방위산업 계약학과 지원사업을 통해 세종대는 우주분야 교수진과 현재 보유 중인 연구 인프라를 기반으로 일반대학원 내에 ‘국방우주공학과’를 신설할 예정이다. 이를 바탕으로 국방부에서 추진 예정인 우주감시체계, 초소형위성체계, 위성항법체계 등 국방우주전력 사업추진과 미래 국방우주력 건설에 요구되는 궤도전 기술, 우주발사체, 레이저 통신기술 등 미래지향적 교육과정 및 연구프로젝트 수행을 통해 방위산업 맞춤형 석·박사 전문인력을 양성할 계획이다.
세종대학교 미래 핵심원료자원 확보를 위한 자원특화대학사업에 선정됐다. 자원특화대학사업은 교육부의 ‘범부처 협업 인재양성 사업’의 일환으로 산업통상자원부가 사업을 관리하고 교육부가 예산을 지원한다. 이번 사업은 원료자원 확보와 자원안보의 중요성이 증대되는 상황에서 자원개발 산업을 선도해나갈 우수 인재를 양성하기 위해 추진됐다.  사업에 선정된 대학은 2025년까지 2월까지 정부로부터 연간 1억 5,000만 원 ~ 2억 원의 사업비를 지원받는다. 세종대가 중점적으로 추진하는 사업 핵심 내용은 △핵심광물 탐사 △핵심광물 개발과 활용을 위한 교육 △지능정보기술을 융합한 자원공학 전문인력 양성 등이다.
2023년: 세종대학교는 교육부와 환경부가 공동 운영하는 ‘디지털 물산업 혁신인재 양성산업(Water+AI분야)’에 선정됐다. 사업은 2025년 2월까지 총 21개월간 추진되며, 16억 원을 지원받는다. 세종대 디지털 물산업 혁신인재양성 사업단은 건설환경공학과를 주관학과로, 디지털 분야 학과와 협력해 Water-AI 융합 전공을 신설하고 지역 물 문제 해결을 위한 디지털 물관리 혁신인재를 양성한다. 물관리 및 AI 연구역량을 기반으로 서울시, K-water, 한국건설기술연구원과 적극적으로 협력해 사회적으로 이슈가 되고 있는 기후 위기에 따른 홍수, 가뭄, 수질 등 지역 물관리 분야 경쟁력 강화 및 문제해결을 위한 인재양성에 더욱 매진할 계획이다.
2024년 : 세종대는 2024년 7월 LIG넥스원과 미래 신기술을 선도할 전문인력을 양성하기 위해 미래우주 현장실무 산학인턴십 과정을 열었다. 이는 과학기술정보통신부 미래우주교육센터 사업의 일환으로 세종대가 사업주관대학으로 선정됐다. 석·박사 과정에서 국내 우주 인재를 집중 양성하고, 이들의 투입으로 산업경쟁력을 강화한다는 목표로 추진됐다. 특히 우주항법, 위성기술 연구로 항법 인프라 구축과 융합기술 선도 등 우주산업 생태계에 중요한 기여를 할 수 있을 것으로 대학 안팎의 기대를 받고 있다. 세종대는 방위사업청의 방위산업 계약학과 지원사업 주관대학으로도 선정됐다. 두 사업에서 모두 주관대학으로 선정된 건 세종대가 유일하다.

## 교육

### 강의 방식
- 블렌디드 강의 : 세종대학교는 2014년 1학기부터 교양 과목 중에서 일부를 블렌디드 강의로 지정하여 개설하였다. 블렌디드 강의는 온라인과 오프라인 병합 형태의 강의이다. 이는 25분 동영상 강의와 75분 오프라인 수업으로 진행한다. 또한 동영상 강의는 디지털시대에 맞는 효과적이고 효율적인 강좌 운영을 위해 제작된다. 이를 통해 학생은 적극적인 학습참여를 유도받고 높은 학습효과를 제공받는다.

- PBL 과목 : 세종대학교는 2014년 1학기부터 전공 과목 중에서 일부를 PBL 과목으로 지정하여 개설하였다. PBL 과목은 실제 또는 가상의 문제를 제시하여 학생이 주도적으로 개별학습과 협동학습을 통해 해결안을 마련하는 과정으로 진행된다.[93] 이를 통해 학생은 사회에서 요구하는 인재가 갖추어야 할 문제해결능력, 창의적사고력, 전략적 사고능력을 비롯한 의사소통능력과 프레젠테이션능력을 배양할 수 있다. PBL 과목은 강좌당 30명으로 수강인원을 제한하며 3시간 연강으로 운영된다.

- FL 과목 : 세종대학교는 2017년 1학기부터 전공 과목 중에서 일부를 FL 과목으로 지정하여 개설하였다. FL 과목은 수업 전에 사전학습을 한 후 교실 수업에서 학생참여형 수업을 하는 것으로 진행된다. 이를 통해 학생은 교수자 중심의 강의수업방식의 한계를 극복하고 자기주도적 학습과 학습자 중심의 수업운영을 통한 수업참여 및 만족도, 학업성취도를 제고할 수 있다. FL 과목은 강좌당 40명으로 수강인원을 제한하며 절대평가로 운영된다.

### 강의 프로그램
- 세종 아너스 프로그램(SHP) : 세종대학교는 입학 장학금 수여 학생 등을 대상으로 세종 아너스 프로그램(SHP) 집현전 강좌를 진행한다. 세종 아너스 프로그램(SHP)는 대양휴머니티칼리지 주관으로 진행하다. 또한 현행 중핵필수과목의 심화강좌를 개설하여 진행한다. 이는 세종대학교형 세종 창의 리더 양성을 목적으로 진행된다. 이를 통해 학생은 고전 기초 소양과 철학적 사고력 및 문제해결능력 및 창의, 소통능력을 증진할 수 있다.

- 세종창의학기제 : 세종대학교는 자기주도 창의교양과 자기주도 창의전공을 수강하는 학생을 대상으로 세종창의학기제를 진행한다. 세종창의학기제는 학생 스스로 학습 주제와 과제를 설계하고 다양한 체험과 경험을 통해 창의적이고 전문적인 학습과제를 도전하고 수행하면서 정규 학점으로 인정받는 교육 과정이다. 이를 통해 학생은 획일화된 교과과정의 한계를 극복하고, 자기주도적, 자기설계 학습을 할 수 있다. 자기주도 창의교양은 6학점까지 인정되며 자기주도 창의전공은 12학점까지 인정된다. 학점은 지도 교수와 함께 창의학습운영위의 평가를 통해 부여받는다.

### 졸업요건
- 영어졸업인증 : 세종대학교는 2001년 입학자부터 TOEIC, TOEIC Speaking, TOEFL, TEPS, OPIc 등의 기준 성적 이상을 받아야 졸업할 수 있게 하였다. 이는 교내 국제화 정책에 따라 2012년 입학자부터 요건이 강화되었다. 다만 예체능대학 재학생과 편입생, 한국어 자격 기준으로 입학한 외국인은 조건에서 제외된다.[94]

- 한국어졸업인증 : 세종대학교는 한국어 자격을 기준으로 입학한 외국인 유학생에 대해 TOPIK의 기준 성적 이상을 받아야 졸업할 수 있게 하였다.

- 고전독서졸업인증 : 세종대학교는 2012년 입학자부터 고전독서 10권 이상을 인증받아야 졸업할 수 있게 하였다. 이는 특색 있는 인문교육을 강화하기 위해 개설되었다. 고전 도서 분야로는 서양의 역사와 사상, 동양의 역사와 사상, 동서양의 문학, 과학 사상 등이 있다. 인증 방법으로는 독서당 검증시험과 독서경시대회와 고전PT대회 등의 경시고사 및 수업 대체 인증이 있다.

### 졸업인증제
- 공학교육인증 : 세종대학교는 2007년 공학계열을 한국공학교육인증원(ABEEK)의 공학교육인증을 신청하여, 11개의 공학인증프로그램을 인증받았다. 현재, 공과대학 내의 7전공, 전자정보공학대학 내의 5전공에서 공학교육인증제도에 의한 인증프로그램이 실시되고 있다. 공학교육인증제도로 인증받은 학부와 학과 또는 전공은 한국공학교육인증원의 인증 기준에 맞춰 교육 프로그램을 구성한다. 공학교육인증제도를 시행하는 곳의 학생은 먼저 인증프로그램에 따라 전공을 이수하는 전문과정과 인증프로그램을 포기하는 일반과정을 두고 선택할 수 있다. 전문과정을 이수하는 학생은 한국공학교육인증원과 해당 인증프로그램에서 제시하는 인증기준을 동시에 충족하여야 하며, 정해진 인증프로그램의 교과목 커리큘럼에 따라 과목을 이수해야 공학인증을 받을 수 있다. 전문과정을 이수한 졸업생은 학적부와 각종 증명서 등에 인증 사실이 기재되며, 증명서에서 전공을 표기할 때, 인증프로그램 이수자는 전공 명칭에 ‘전문’을 추가하여 표기한다. 그러나 일반과정을 이수한 졸업생은 전공 명칭에 ‘일반’을 추가 기재해 전문과정 이수자와 차이를 두게 된다.

- 경영학인증 : 세종대학교는 2007년 세계 최대의 국제적 경영 및 회계학 교육 인증기관인 국제경영대학발전협의회의 경영학인증을 취득하였다. 대한민국 대학에서는 서울대학교, 한국과학기술원, 고려대학교에 이어 네 번째로 인증받았다.[95] 경영학인증제도로 인증받은 경영학과는 세계적인 수준의 경영교육 프로그램을 제공하고 학업 성취능력을 정확하게 평가하여 결과를 반영 함으로써 질적으로 우수한 경영교육 개선을 도모하고, 외부 자문 시스템을 도입하여 사회에서 요구하는 전문경영인력을 양성한다. 동시에 세계 유수의 AACSB인증을 받은 경영대학들과 학문적 교류를 통해 글로벌 경영인재를 배출한다. 이를 통해 세종대학교 경영학과는 경영교육에 대한 엄격한 기준의 평가를 통해 우수한 경영교육을 실행할 수 있는 역량을 검증 받는 과정으로 학교의 비전, 지원 시설, 재정적 지원능력, 지원 프로그램, 교수진, 교육 프로그램에 대한 종합적인 인증을 받게 되었다. 이후 세종대학교 경영학 학사학위 과정의 상위 10% 또는 경영학 석사학위 과정의 상위 20%내 학생은 베타 감마 시그마의 회원자격을 부여받는다. 베타 감마 시그마는 비즈니스 프로그램의 졸업생들을 위한 세계에서 가장 큰 동문집단이다.

## 캠퍼스

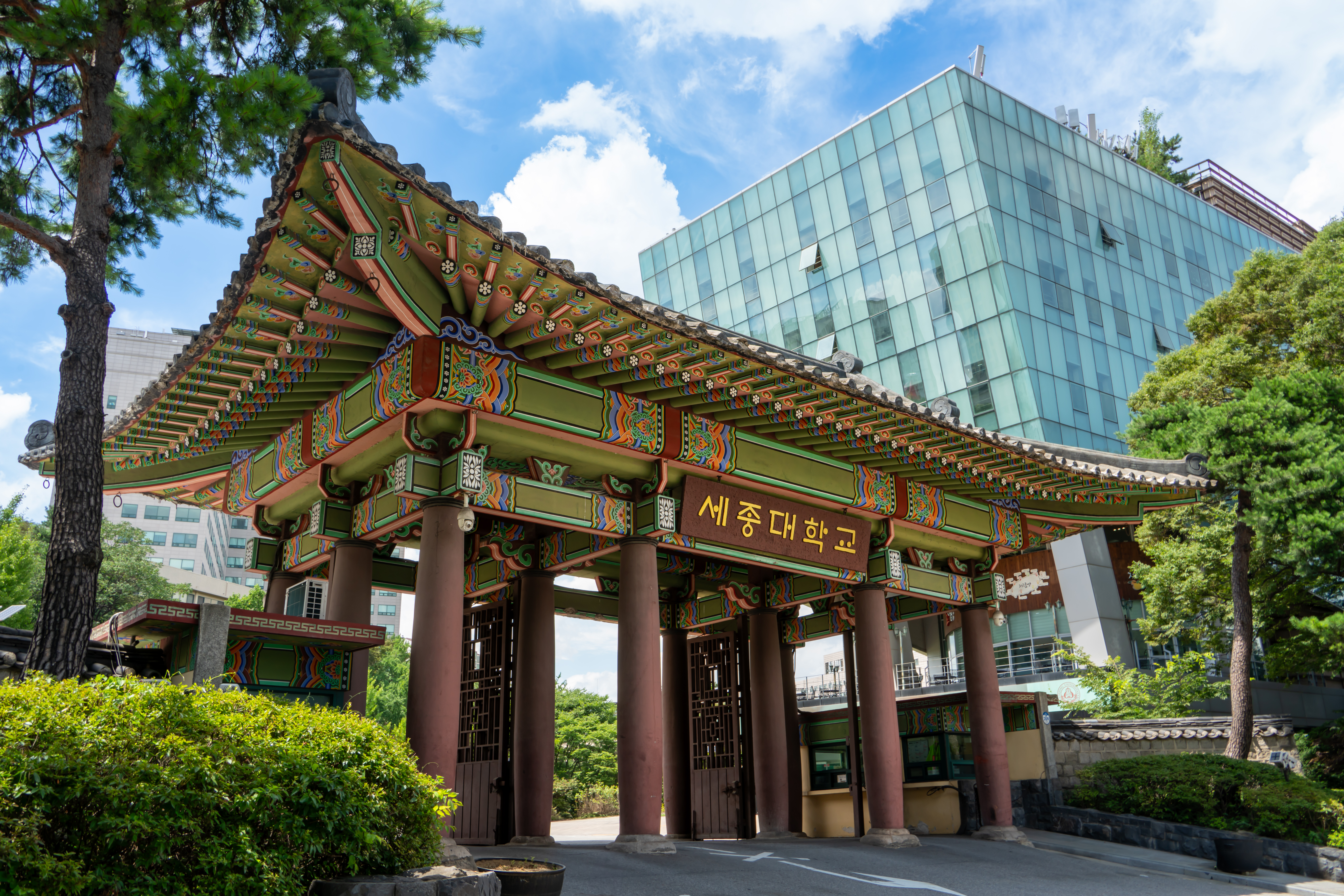
정문
세종대학교의 정문은 대한민국의 보물 제385호인 창경궁의 명정문의 건축 양식과 같은 단층 팔작지붕의 형식으로 건설되어, 국내 대학교 중 가장 한국적인 정문을 보유하고 있다. 서울 지하철 7호선의 어린이대공원역의 6번 출구와 근접해 있다. 또한 어린이대공원역의 부역명은 세종대역이다. 대한민국의 대학교 중 한양대학교와 숭실대학교와 함께 지하철역과 가까운 거리에 위치한 대학교 중 하나에 꼽힌다.
집현관
세종대학교의 집현관은 2006년 주식회사 서희건설이 증축했으며, 세종대학교의 주요 부서들이 위치해있다. 취업지원과와 학생지원과, 사무처, 학적과, 수업과, 총무과 등이 위치해 있으며, 총장실과 이사장실이 위치해있다. 인문과학대학과 사회과학대학 등의 강의동이 위치해 있으며, 세종대학교의 실질적인 본관으로 일컬어진다. 전자서류발급기계가 있어 재학증명서나 휴학증명서 같은 서류를 발급 받을 수 있다.
군자관
세종대학교의 군자관은 세종대학교의 주요 학교 편의 시설이 위치해있다. 서점, 은행, 복사실, 우체국, 휴게실, 교직원 식당, 생활협동조합 등이 위치해있다. 패션디자인학과와 만화애니메이션학과 등의 예술대학의 강의동이 위치해 있으며, 경영대학과 호텔관광대학 등의 과실이 위치해 있다. 집현전이라는 명칭의 소강당이 위치해 있어 대학교의 주요 행사나 대기업의 교류 협정이나 강연이 주로 개최된다.
광개토관
세종대학교의 광개토관은 세종대학교의 대표적인 건물이다. 경영대학과 호텔관광대학, 일반대학원, 국제어학원 등의 강의실과 교양 수업 강의실이 위치해있다. 또한 외국인 기숙사, 스카이 라운지, 게스트하우스, 소극장 등이 위치해있다. 학교 편의 시설으로는 스카이라운지 찬식당, 카페 그라찌에, 카페 찬, 카페514와 GS25 편의점이 위치해 있다. 국내 대학교의 유일한 컨벤션홀인 세종컨벤션센터가 위치해 있어, 각종 세미나 행사와 결혼식 등의 행사 등이 비정기적으로 열린다. 또한 헬기 착륙장과 수영장 시설이 있다. 2018 LoL KeSPA컵의 결승전이 개최되기도 하였다.
본래 세종대학교의 SLC관이라는 이름의 대학교 연구실의 연구동으로 지어진 건물이었다. 그러한 이유로 엘리베이터 시설이 적었으나, 강의동으로 건물의 역할이 변경된 이후 세종대학교 대다수의 학생들의 불만을 사고 있다.
대양 AI센터

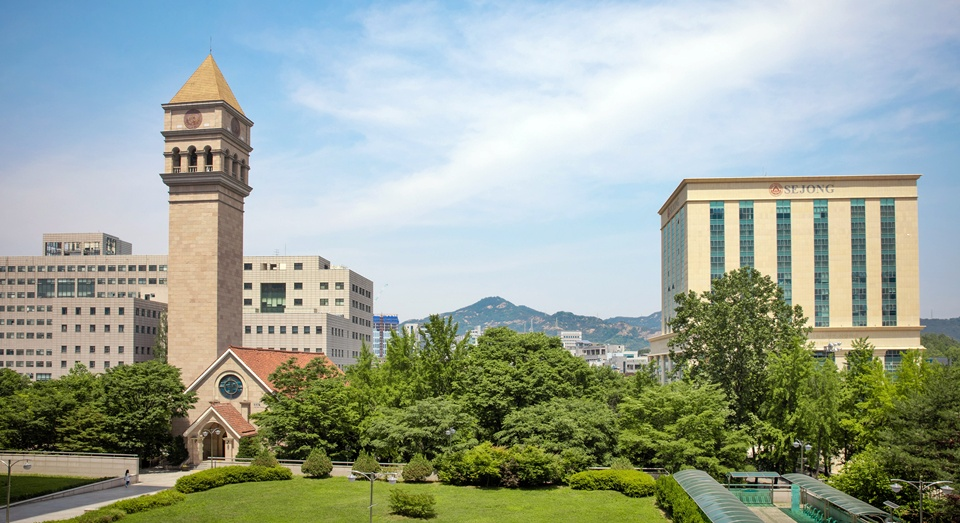
캠퍼스 전경

세종대는 2019년 3월 8일  ‘대양 AI센터’ 준공식을 개최했다.
세종대는 2015년에 과학기술정보통신부가 시행하는 'SW중심대학'에 선정, 소프트웨어 중심의 연구 및 교육 인프라를 구축하기 위해 '대양 AI센터'를 건립했다.
인공지능 중요성이 강조됨에 따라 세종대는 모든 학문 분야가 인공지능을 중심으로 융합할 수 있도록 연구 및 교육 체계를 구축하고 있다.
이번 '대양 AI센터 건립으로 AI+X (인공지능융합) 인프라가 갖춰짐에 따라 세종대는 AI중심대학으로 한층 더 발돋움 할 수 있게 됐다.
센터는 지하 1, 2층에 학생을 위한 최첨단 SW실습실 공간과 계단실 강의실을 갖췄다. 
또 지상 1층과 2층은 학생들이 활용할 수 있는 부대시설 과 편의시설이, 지상 3층에는 AI콜라보레이션랩, 과벤처기업, 창업공간 등이 들어선다.
4층~8층은 SW융합대학 학과 사무실과 교수연구실, 대학원 연구실이, 9층~11층은 게스트하우스가, 12층은 회의실과 다목적홀로 이뤄졌다.
4층에  'AI 콜라보레이션랩'은 학생과 교수, 기업이 협업할 수 있는 AI융합중심의 산학협력 허브 공간이다.
3충에 입주하는 벤처기업 및 신생 창업 기업은 AI콜라보레이션랩에서 산학협력 프로젝트를 할 수 있다.
학생들은 캡스톤디자인과 창의 학기제 과목 이수를 위한 작품 등을 제작을 할 수 있다. 또 AI콜라보레이션랩 내부에 있는 3D 프린터와 레이저컷 등의 장비와 가상현실, 인공지능, SW 교육 콘텐츠 개발 특수 목적의 공간으로도 활용할 수 있다.

## 부속기관

### 도서관
세종대학교 학술정보원은 학교 연구활동과 관련된 자료를 수집, 정리, 보존함으로써 학교 구성원들에게 교육과 관련된 도움을 주는 것을 목적으로 한다. 학술정보원은 1949년 3월 서울가정보육사범학교 도서실로 개실되어, 1954년 수도여자사범대학 도서관으로 개명하였다. 이후 1978년 세종대학 도서관, 1987년 세종대학교 도서관으로 계속하여 개명하다가, 2000년 현 명칭인 세종대학교 학술정보원으로 개명하였다. 2010년 2월 현재 국내외 단행본 총 장서량 793,019권이 소장되어있다.
학술정보원에는 정보처리과와 정보운영과 및 전자정보과를 하위 부서로 두고 있다. 정보처리과는 일반서무, 자료 구입·등록, 기증 관련 업무 등을 담당하고 있다. 정보운영과는 자료 선정·분류·목록, 참고봉사, 이용자교육, 대출·반납, 원문복사·상호대차, 연속간행물 제본, 서고·열람실·시설 관리, 장서점검 등의 역할을 수행하고 있다. 전자정보과는 학술정보원 서버·전산장비·DB·홈페이지 관리, 비도서자료·전자자료 선정·분류·목록·구독관리, 전자정보실·A/V실 운영·관리 등을 하고 있다.
2023년 10월, 세종대 학술정보원이 9개월간의 리모델링을 거쳐 복합문화공간 및 감성적 학습•정보공간으로 새롭게 단장했다. ▲토론 및 소통을 위한 ‘공존’ ▲스마트기기 활용을 위한 ‘Young Zone’ ▲소음이 없는 ‘Zero Zone’ 3가지 개념을 중심으로 학습 환경 개선이 이뤄졌다. 특히 개방형 스터디룸 공간 마련을 통해 기존의 밀집되고 폐쇄된 학습 공간에서 디지털 학습 정보 기반의 카페형 스터디 공간으로 탈바꿈했다.

### 박물관

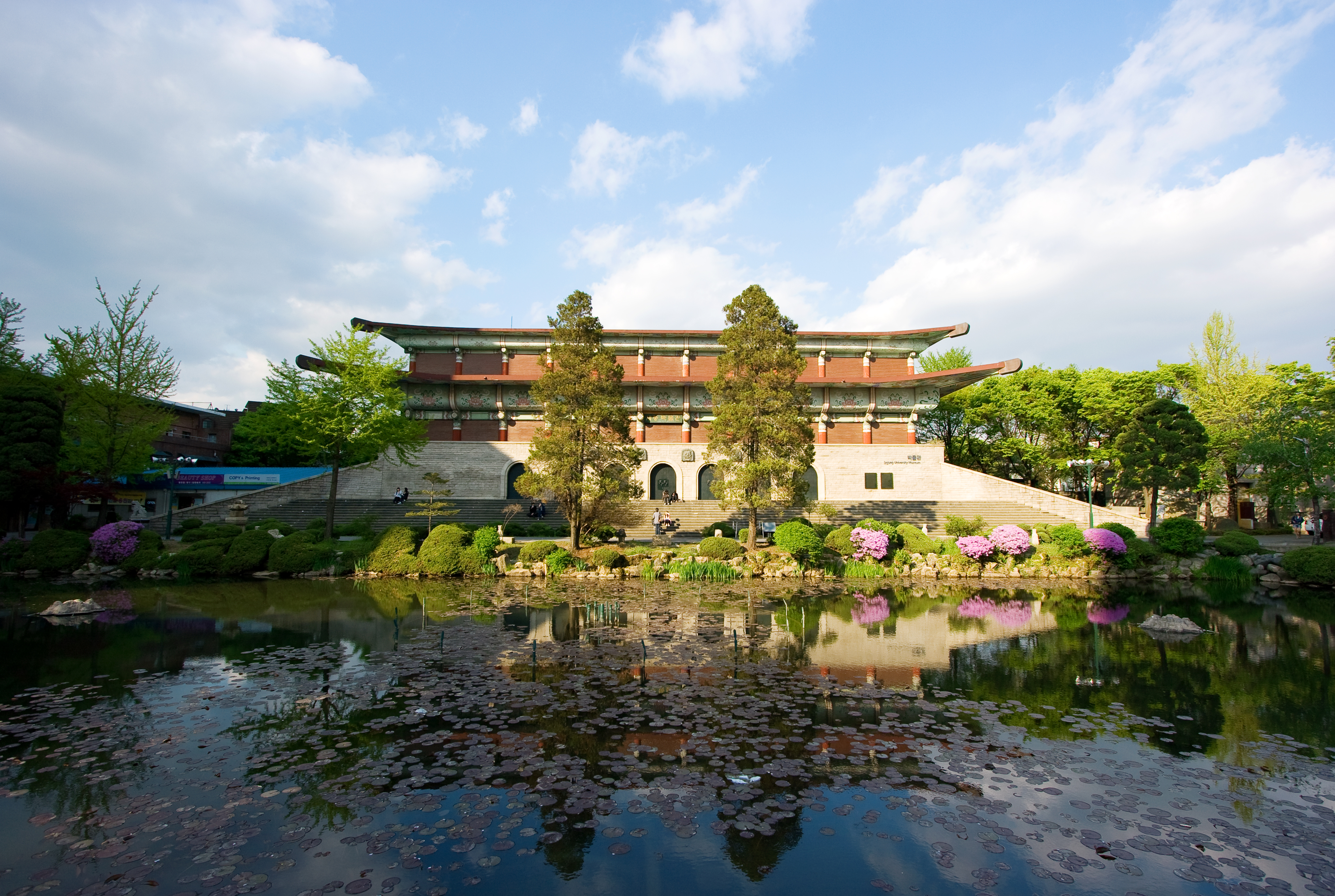
세종대학교 박물관 (2011년)

세종대학교 박물관은 1973년 5월 5일 백제탑 양식의 4층 건물로 준공, 개관됐다. 1977년 5월 20일 이를 증축하여 현재의 5층 박물관 모습을 갖게 되었다. '세종대학교박물관'은 1959년 충무로 교사(현 세종호텔)에 부설됐던 '수도화랑'이 효시다. 충무로 교사가 현재 군자동으로 이전되었고, 이후 1973년 독립된 건물을 준공하면서 지금의 '세종대박물관'이 만들어졌다. 1979년 교명이 세종대학교로 변경됨에 따라 박물관의 명칭도 '세종대학교박물관'으로 개칭해 한국의 문화, 예술, 민속, 고고학 등의 연구에 있어 국내외 학자는 물론 학생들에게도 생생한 실물을 제공하고 있다. 개관시간은 평일 오전 10시부터 오후 3시까지로 주말 및 공휴일은 문을 닫는다. 세종대학교 박물관 건물은 서울특별시가 지정한 '아름다운 건축물'에 선정되었다.
세종대학교 박물관 주로 민속, 도자기, 궁중 의상, 서화류 등 총 5천여 점을 소장하고 있고, 1998년부터 주로 민속관련 소장품 중에서 엄선하여 전시하고 있다. 2층은 세종대학교의 역사실과 전통 가옥을 재현한 민속실이 있고, 3층은 궁중 의상을 비롯한 관복, 군복과 여염의 의상류, 4층은 선조들이 애용하던 반상류와 소품, 5층은 대형 목공예품등을 전시하고 있다. 곤룡포(중요민속문화재 제58호)를 비롯한 중요민속문화재 14점을 소장하고 있다.

### 교회
세종대학교 애지헌교회는 세종대학교 교내에 위치해있는 기독교 교회 시설이다. 세종대학교의 교양학부 수업인 채플과 예체능대학 음악과의 오케스트라 공연의 용도로 사용된다. 교회의 담임 목사는 세종대학교 교목실장, 사역자 목사와 전도사는 세종대학교 행정조교를 겸임하고 있다.

### 사회교육원
국제교육원
세종대학교 국제교육원은 2008년 3월 준공, 개원했다. 세종대왕의 훈민정음 창제 정신을 계승 및 발전시키기 위하는 것을 목적으로 한다. 해외 유학생들을 중심적으로 모집하여 한국어과정을 운영중이다. 외국어과정은 세종대학교 재학생과 휴학생, 졸업생 및 일반인 등 다양한 계층을 대상으로 한 영어, 중국어, 일본어 과정을 운영중이다.
글로벌지식평생교육원
세종대학교 글로벌지식평생교육원은 1993년 3월 전문지식과 사회실무를 겸비한 평생교육의 가치를 펼치기 위한 목적으로 세종대학교 부속 사회교육원으로 개원했다. 이후 1998년 3월 학점은행제 시범운영기관으로 선정되어, 지금까지 학점은행제 교육기관으로 평가인증되었다. 학점은행제 과정으로는 호텔경영학, 외식경영학, 디지털콘텐츠, 음악학, 실용음악학, 무용학, 체육학, 패션디자인학, 패션비즈니스학 과정을 운영중이다. 전문교육과정으로는 CEO과정, 인문과정, 음악과정, 요가과정, 패션과정 등을 운영중이다.

### 호텔 · 관광시설
세종호텔
세종대학교 세종호텔은 1966년 12월 서울특별시 중구 퇴계로에서 개관한 특1급 호텔이다. 위치는 수도여자사범대학 시절의 옛 캠퍼스 위치이다. 개관 이래 학교법인 대양학원에서 운영하고 있었으나 1978년 이후 학교법인 대양학원에서 출자한 세종투자개발이 운영을 전적으로 맡고 있다. 세종대학교 호텔관광외식경영학부의 실습 및 인턴쉽 과정을 담당하고 있다. 서울대학교병원과 고려대학교병원의 식당을 개관 및 운영한다.
세종컨벤션센터
세종대학교 세종컨벤션센터는 2012년 3월 서울특별시 광진구 군자동에서 개관한 컨벤션 센터이다. 세종대학교에서 직접 운영 중이며, 수익금이 대학의 발전기금과 장학금으로 활용되는 순수목적 사업시설이다. 대한민국 대학교 유일의 국제회의 전문시설이다. 식음료 서비스는 세종호텔에서 제공하고 있다. 세종대학교 호텔관광외식경영학부의 실습 및 인턴쉽 과정을 담당하고 있다.
대양홀
세종대학교 대양홀은 서울특별시 광진구 군자동에서 개관한 콘서트홀이다. 대양홀, 학생회관 대공연장과 소공연장을 운영 중이며, 대양홀은 총 객석 2,029석의 웅장한 규모로 음악 공연을 비롯하여 콘서트, 무용, 연극 등의 문화행사와 기업체 세미나, 설명회 등의 다양하고 깊이 있는 행사를 진행하고 있다. 또한 MBC 수요예술무대와 중앙일보 영화감상회, 제14회 월드미스유니버시티 선발대회를 개최해왔으며, 영화 라디오 스타의 첫 장면에서 박중훈이 공연하는 장소로도 사용되었다. S.E.S., 슈퍼주니어-D&E, 임창정, 거미, 세븐, 에일리 등의 단독 콘서트 및 팬미팅을 개최하였다.

### 학술 · 연구시설
융합창업기업가센터
세종대학교 융합창업기업가센터는 다양한 분야를 융합하여 창업을 하려는 교원 및 학생을 지원하고, 융합창업의 인재를 육성하기 위한 학제적 교육을 개발 및 운영하며, 관련 연구 과제를 수행하는 역할을 한다. 현재 복수학위제인 융합창업 연계전공을 운영하고 있고 창업동아리, 창업경진대회, 세종문화예술융합벤처포럼 등 관련행사를 주관하고 있다.
기후변화센터
세종대학교 기후변화센터는 2009년 8월 기후변화 관련 고급인력 양성과, 민관산학연 협력체계를 유지 및 활성화하기 위해서 설립되었다. 해외 전문기관과 연구기관과 협력하여 네트워크를 구축하고 정기적으로 환경 관련 연구 활동과 학술발표회, 초청강연회, 전문가 양성을 위한 단기 강좌를 개설하고 있다. 또한 대학원생들에게 현장 실무 경험과 교육의 기회를 제공한다. 2012년 7월 한국형 온실가스배출 경로분석 프로그램을 개발하였다.
세종대 기후변화센터는 2003년 산업자원부, 에너지관리공단과 함께 기후변화협약특성화대학원 연구과정, 2009년 지식경제부와 에너지자원기술기획평가원과 함께 기후변화협약특성화대학원을 운영하였고, 2014년 환경부와 함께 기후변화특성화대학원의 일환으로 세종대학교 일반대학원 기후변화협동과정을 운영중이다.
빅데이터산업진흥센터
세종대학교 빅데이터산업진흥센터는 2014년 5월 16일에 미래창조과학부와 정보통신기술진흥센터에서 추진하는 정보통신 연구기반 구축사업’의 일환으로 개소하였다. 빅데이터 산업을 지원하고, 정보 통신 기술 중소기업의 기술 개발과 개발 기술의 산업화를 촉진하기 위해 연구장비 공동 활용체계를 구축해왔다. 또한 빅데이터산업진흥센터의 인프라 시설을 지원받았던 레드테이블은 제2회 공공데이터 활용 창업경진대회에서 대통령상을 수상했다. 세종대는 성균관대학교, 국민대학교와 함께 서울특별시청이 추진하는 빅데이터 캠퍼스에 선정되어, 대학을 비롯한 민관산학이 모두 모여 여러 사회문제들을 함께 분석하고 연구할 수 있도록 구성하는 빅데이터 캠퍼스를 구성하였다.
엔터테인먼트 소프트웨어센터
세종대학교 엔터테인먼트 소프트웨어센터는 개방형 ICT 융합과정으로 엔터테인먼트 소프트웨어(ES) 복수학위제를 운영하는 세종대학교 산하부서이다. 첨단 종합예술인 엔터테인먼트산업(방송·영화·음악·게임·공연예술)에 필요한 소프트웨어 융합능력과 창조적 아이디어를 창출하는 인력을 양성하는 것을 목적으로 하여 설립되었다. 국내 IT 기업, 기관들과 컨소시엄을 맺어 기술 융합 아이디어를 개발하는 등의 산학간 협력을 적극 추진하고 있다. 매년 엔터테인먼트 소프트웨어 과정의 연계전공과 신규 교과목을 운영하고 매년 70여명의 학생을 선발하여 융합학사 학위를 수여한다.

### 부속 초등학교
세종대학교 부설 세종초등학교는 서울특별시 광진구 군자동에 위치해 있다. 1962년 10월 국민학교 설립 인가를 받았다. 1963년 3월 수도여자사범대학 부속초등학교로 개교하였다. 1979년 세종국민학교로 교명을 변경하였고, 1996년 대한민국 교육법 개정 공포 이후 현재 명칭인 세종초등학교로 교명을 변경했다.

### 부속 고등학교
세종대학교 부설 서울세종고등학교는 서울특별시 강남구 수서동에 위치해 있다. 1958년 12월 수도여자사범대학 부속고등학교로 개교하였다. 1971년 11월 학칙 변경 후 여자고등학교에서 남녀공학 고등학교로 변경하였고, 1979년 9월 현재 명칭인 서울세종고등학교로 교명을 변경했다. 1989년 2월 광진구 군자동에서 강남구 수서동 현 위치로 이전했다.

## 학생 활동

### 총학생회
세종대학교 총학생회는 학교 축제 및 각종 학교 문제에 대한 대학 본부와의 협의를 주관한다.

### 교내 언론
세종대신문
《세종대신문》은 세종대학교 부속 언론기관 세종대신문사에서 발행하는 신문이다. 격주로 발행되며 방학 기간에는 발행되지 않는다. 오프라인 버전은 각 건물의 현관, 엘레베이터 주변에서 제공되며, 인터넷 버전은 세종대신문사의 홈페이지에서 무료로 제공된다. 1957년 《수도여자사범대학보》로 창간되었다. 대학부, 문화부, 사회부 등의 부서로 구성되어 있다. 대학부는 학내외 뉴스를, 사회부는 학내외의 화제가 되고 있는 여러 현상들을 취재하고, 문화부는 변화하는 문화를 발 빠르게 취재하고 있다. 대학 공동체 구성원들의 편향되지 않은 의견개진을 도모함과 동시에 학문 및 학습활동을 활성화하여 학풍을 진작시키는 역할을 수행한다.
세종타임즈
《세종타임즈》는 세종대학교 부속 언론기관 세종대영자신문사에서 발행하는 영자 신문이다. 연 4회 발행된다. 독자참여 코너인 퍼즐맞추기가 있다. 1968년 《수도 헤럴드》로 창간되었다. 1981년 현재의 명칭으로 개편되었다. 대학부, 사회부, 문화부, 국제부 등의 부서로 구성되어 있다. 글로벌 시대의 경쟁력으로 영어의 중요성이 증대되고 있는 시점에 영문매체를 통한 영어의 친근감을 확대하고, 영어 학습의 필요성에 대한 학내 공감대를 형성하며, 학내의 외국인 학생들의 소통에 도움을 주는 역할을 수행한다.
군자방송국 SKBS
《군자방송국 SKBS》는 세종대학교 부속 언론기관 세종대학교 군자방송국에서 운영하는 TV 채널이다. SKBS는 Sejong Kunja Broadcasting Station의 약자이다. 월요일부터 금요일까지, 주중 1일 3회의 정규방송과 특별방송을 송출하고 있다. 1957년 개국했다. 보도부, 아나운서부, 제작부, 영상부 등의 부서로 구성되어 있다. 보도부는 학내 여론 형성과 문제점을 파헤치고, 아나운서부는 학우들에게 목소리로 다가가는 최종전달자 역할을, 제작부는 종 교양 및 프로그램을 기획하며, 기술부는 방송이 나가기 위한 기기를 다룬다. 매년 신입생 환영 방송 잔치, 열린 소리 잔치, 군자 방송 잔치 등을 개최한다. 성실, 정확, 신념을 국훈으로 하여 올바른 대학언론과 학우들의 정서 함양을 위한 역할을 수행한다.
오디오 방송과 영상 방송 등의 정규 방송을 송출하고 있다. 오디오 방송은 군자방송국 SKBS가 1957년 개국한 이래 매주 주중 1일 3회 진행되고 있다. 오디오 방송은 8시 40분부터 9시, 12시 40분부터 13시, 17시 40분부터 18시 10분에 진행된다. 영상 방송은 녹화된 영상을 엘리베이터 및 각 건물 중앙 TV를 통해 수시로 송출하고 있다.
신입생 환영 방송과 축제 생중계 방송 등의 특별 방송 《SKBS LIVE》를 송출하고 있다. 2015년 유튜브 공식 채널을 통해 처음 송출되었다. 2016년부터 페이스북 라이브를 통해 송출하고 있다. 이는 대한민국 대학 방송국 최초의 페이스북 라이브 방송이다.
세종니야기
《세종니야기》는 세종대학교 총학생회에서 발행하는 소식지이다. 타블로이드배판 판형과 올컬러 채색으로 발행된다. 기존 대학의 총학생회와 달리 학우들과의 소통을 위해 발행되었다는 점에 있어 의의가 높다.

### 주요 행사
대동제
'대동제'는 세종대학교의 봄 축제로 매년 5월의 셋째 주에 개최된다. 총학생회와 동아리 협회, 각 단과대학 학생회를 중심으로 진행된다. 최근의 축제는 다양한 동아리들의 공연, 영화제, 전시회 등의 문화 프로그램을 중심으로 진행되고 있다. 또한 각 학과의 특색을 살린 행사 등으로 진행되고 있다.

##### 힘미제
'힘미제'는 세종대학교의 가을 축제로 매년 9월의 넷째 주에 개최된다. 축제는 힘과 미의 상반된 주제를 담아 진행된다.

## 국제 교류
세종대학교는 전세계 51개국 337개의 대학 및 기관과 교류하고 있다.
| 아시아 - 일본 20개 - 중국 66개 - 홍콩 2개 - 중화민국 14개 - 몽골 3개 - 인도 3개 - 파키스탄 7개 - 싱가포르 1개 - 말레이시아 7개 - 필리핀 2개 - 인도네시아 9개 - 태국 11개 - 베트남 32개 - 캄보디아 3개 - 사우디아라비아 1개 - 이란 1개 - 브루나이 1개 - 카자흐스탄 4개 - 우즈베키스탄 4개 | 유럽 - 영국 7개 - 프랑스 21개 - 독일 7개 - 핀란드 1개 - 아이슬란드 1개 - 노르웨이 1개 - 폴란드 1개 - 라트비아 1개 - 러시아 4개 - 스페인 9개 - 포르투갈 1개 - 이탈리아 4개 - 스웨덴 1개 - 네덜란드 3개 - 벨기에 4개 - 스위스 2개 - 오스트리아 1개 - 세르비아 1개 - 리투아니아 3개 - 우크라이나 1개 - 아제르바이잔 1개 - 몰타 1개 - 튀르키예 2개 | 북아메리카 - 미국 56개 - 캐나다 3개 - 도미니카 공화국 1개 남아메리카 - 멕시코 2개 - 콜롬비아 1개 오세아니아 - 오스트레일리아 3개 |  |

### 하이브리드 프로그램
세종대학교 하이브리드 프로그램은 교환(방문)학생, ISEP 교환학생 등 정규학기 프로그램 어학기준에 부합하지 못하는 학생들도 해외 자매학교에 파견되어 일정 기간 집중어학연수 후 정규 교환 또는 방문학생의 신분으로 자매학교에서 수학한 후 학점을 취득할 수 있게 하는 제도이다.

### 해외직무체험방문학생
세종대학교 해외직무체험방문학생 프로그램은 직무관련 수업 및 교육 후 세계기업 현장에서 실습을 하며 국제적 감각 및 실무경험을 쌓는 프로그램이다. 실제 기업 안에서의 근무 체험과, 글로벌 기업 문화를 접하며 실무경험을 쌓는 동시에 학점이 인정되는 장점이 있다. 현재 호텔관광외식경영학부 학생을 대상으로 미국의 센트럴 플로리다 대학교를 통한 플로리다주 디즈니랜드와 협정을 맺고 있다.

## 같이 보기
- 조선 세종
- 호사카 유지